# Мартыновка (Бердичевский район)
Мартыновка (укр. Мартинівка) — село на Украине, находится в Бердичевском районе Житомирской области.
Код КОАТУУ — 1820885204. Население по переписи 2001 года составляет 284 человека. Почтовый индекс — 13362. Телефонный код — 4143. Занимает площадь 1,839 км².

## История
В 1946 году указом ПВС УССР село Марциновка переименовано в Мартыновку.

## Адрес местного совета
13362, Житомирская область, Бердичевский р-н, с. Райгородок, ул. Октябрьская, 11